# リル・ライザ・ジェーン

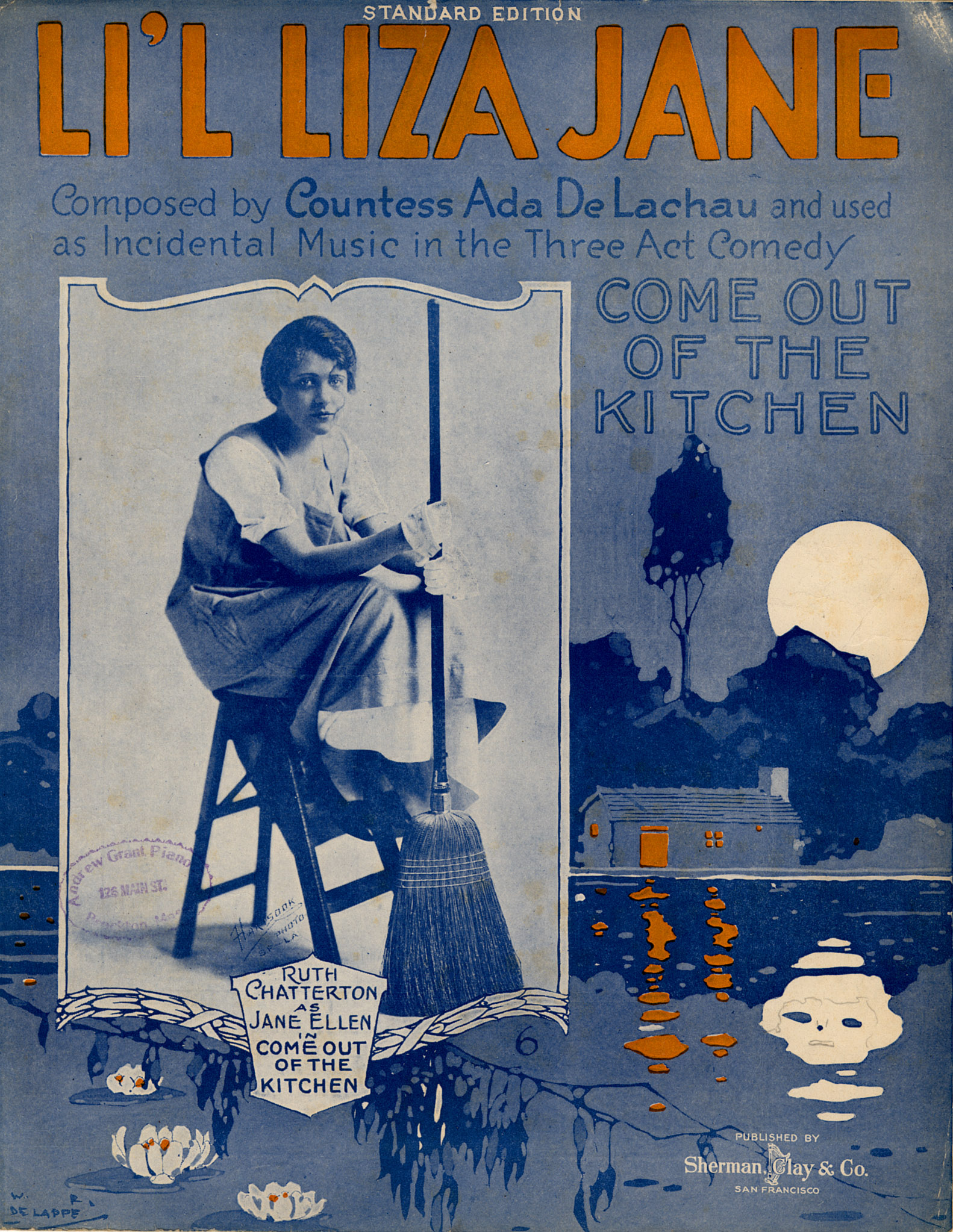
舞台版の『Come Out of the Kitchen』に主演したルース・チャタートンの写真が用いられた1916年発行の楽譜の表紙。

「リル・ライザ・ジェーン」(Li'l Liza Jane)、別名では、「リトル・ライザ・ジェーン」(Little Liza Jane)、「ライザ・ジェーン」(Liza Jane) は、遅くとも1910年代にまで起源が遡る歌。日本語では「小さなライザ・ジェーン」として言及されることもある。
この曲は、歌としてもインストゥルメンタル曲としても、長年にわたりスタンダード曲としてトラディショナル・ジャズ、フォーク音楽、ブルーグラスの分野で取り上げられ、中にはロックンロールなど他の音楽ジャンルで扱われることもある。数多くの学者、音楽学者たちが論考を書いてきたこの楽曲は、ニューオーリンズにおけるブラスバンドの伝統においてもスタンダード曲のひとつとなっている。また、リフレイン部の「Oh, Li'l Liza, Little Liza Jane」は共通していても、歌詞の内容は大きく異なる様々なバージョンが存在している。

## 起源
「リル・ライザ・ジェーン」の楽譜が最初に出版されたのは1916年のことで、カリフォルニア州サンフランシスコのシャーマン・クレイ社 (Sherman, Clay & Co) が、作曲者は伯爵夫人アダ・ド・ラシュ (Countess Ada de Lachau) とされていた。この曲は、「南部方言の歌 (Southern dialect song)」とされていた。この曲は、1916年から1917年にかけてのブロードウェイのショー「Come Out of the Kitchen」の幕間（アントラクト）で披露された。
しかし、この曲の起源は、もっと早い時期に遡る。ルーシー・サーストン (Lucy Thurston) は、南北戦争以前のルイジアナ州コビントン近郊で奴隷たちが「Ohoooooooo lil Liza, lil Liza Jane」というリフレインを歌っていたことを記憶していた。この書き留められたインタビューでは旋律は記されていないが、歌詞とリズムから、後に出版された曲と同じものか、非常に似たものであったことが示唆されている。
「ライザ・ジェーン (Liza Jane)」ないし「イライザ・ジェーン (Eliza Jane)」という名は、ミンストレル・ショーで定番の女性キャラクターの名であった。「グッドバイ・ライザ・ジェーン」Goodbye, Liza Jane) という曲が、1871年にエディ・フォックス (Eddie Fox) という人物によって出版されている。1903年にはハリー・ヴォン・ティルザーが「グッドバイ・イライザ・ジェーン」Goodbye, Eliza Jane) という曲を出版しており、この曲は後の「リル・ライザ・ジェーン」と似たところがある。
1918年にナタリー・カーティス・バーリンの著書『Negro Folk-Songs』が、踊りながらのゲームに関するニグロのフォークソングとされるバージョンを記録した。「ライザ・ジェーン」と呼ばれるダンスのなかで、カップルたちが輪を作って踊り、輪の中にはさらにひとりの男性が入る。中央の男性は、カップルのいずれかから「パートナーを盗み」パートナーを奪われた男性は輪の中央に移ってひとりで踊り、それから別のカップルに割って入り、同じ過程が繰り返される。
コーラスの部分の旋律は、西アフリカの歓迎の歌であるファンガ・アラフィアと共通している。

## おもな録音
アール・フラーのジャズ・バンドは、クラリネットにテッド・ルイスをフィーチャーして1917年9月にビクター・レコードからこの曲のレコードを出し、好調に売り上げ、この曲がジャズ・スタンダードとしての地位を築くきっかけとなった。フラーのバンドの演奏はインストゥルメンタルであったが、リフレインされるコーラス部分のチャント「Oh, Li'l Liza, Little Liza Jane」は合唱で歌われていた。
1918年にはハリー・C・ブラウンがバンジョーの演奏と歌を録音した「Oh, Boys, Carry My 'Long」をコロムビア・レコードから出し、そのB面にピアレス・カルテットとともに演奏した「リル・ライザ・ジェーン」を収録した。このバージョンは、この曲をいわゆるオールド・タイム・カントリー・ミュージック (old time country music) の定番曲としたが、しばしば唱えられるこの録音がこの曲の最初の録音だとする説は誤りである。,
ボブ・ウィルズ&テキサス・プレイボーイズ (Bob Wills and his Texas Playboys) は、1941年のレコード「Bob Wills Stomp」のB面にこの曲を収録した。
ファッツ・ドミノは、1958年11月にこの曲を録音し、1959年のアルバム『Let's Play Fats Domino』に収録した。
ニューオーリンズのヒューイ・"ピアノ"・スミスは、1956年リリースのエイス・レコードのシングル"Everybody's Whalin"のB面でこの曲を取り上げた。1959年のデビュー・アルバム『Having a Good Time with Huey 'Piano' Smith & His Clowns』にも収録されている。
ニーナ・シモンは長年この曲を歌い続けた。最初に録音されたのは、1960年のアルバム『ニューポートのニーナ・シモン (Nina Simone at Newport)』であった。
ビング・クロスビーは、子供向けの曲を集めた1961年のアルバム『101 Gang Songs』にこの曲を収録した。
1964年6月5日に、デイヴィー・ジョーンズ・ウィズ・ザ・キング・ビーズ (Davie Jones with The King Bees) 名義で発表された「リザ・ジェーン (Liza Jane)」は、デヴィッド・ボウイの最初のレコードであった。その作曲のクレジットはレスリー・コン (Leslie Conn) とされているが、この曲は、古いスタンダード曲である「リル・ライザ・ジェーン」を編曲したものである。
ザ・バンドは、リヴォン・アンド・ザ・ホークス (Levon & the Hawls) と名乗っていた1968年に、シングルとして「ゴー・ゴー・ライザ・ジェーン (Go Go Liza Jane)」と題したバージョンを発表したLevon And The Hawks – Go Go Liza Jane / He Don't Love You (And He'll Break Your Heart) - Discogs (発売一覧)。
コットン・ミル・ボーイズ (Cotton Mill Boys) この曲を録音し、1969年のシングル「Goodbye My Darling」のB面に「リトル・ライザ・ジェーン」としてこの曲を収録した。
スコット・ダンバー (Scott Dunbar) は、1970年のアルバム『From Lake Mary』に「リトル・ライザ・ジェーン」としてこの曲を収録している。
ドクター・ジョンは、1972年のアルバム『ガンボ』の終曲に「リトル・ライザ・ジェーン」を収録している。
ダーティー・ダズン・ブラス・バンドはこの曲をしばしば取り上げており、1992年に制作されたコンピレーション・アルバム『New Orleans Party Classics』にも収録されている。。
ウィントン・マルサリスも、この曲をしばしば演奏している
アリソン・クラウス&ユニオン・ステーションの録音は、1998年の第40回グラミー賞で最優秀カントリー・インストゥルメンタル・パフォーマンス賞を受賞した。
ニュー・ オーリンズ・ナイトクロウラーズは、2001年にリリースされたコンピレーション・アルバム『Mardi Gras in New Orleans"』に「Funky Liza」と題したバージョンを、収録した。
オーティス・テイラーは、2008年のアルバム『Recapturing the Banjo』にこの曲を収録している。このアルバムは、トラディショナルなブルース・バンジョー音楽を演奏していた黒人ミュージシャンたちに捧げられたものである。このアルバムには、ケブ・モ、コーリー・ハリス、アルヴィン・ヤングブラッド・ハート、ガイ・デイヴィスも参加している。

### 日本語による歌唱
バートン・クレーンは、1931年11月にリリースした「仕方がない」のB面に「モダーン百万パーセント」を収録したが、その旋律は「リル・ライザ・ジェーン」を踏まえたものであった。ただし、歌詞の内容は原曲とは関係なく、作詞作曲のクレジットはクレーンとなっている。

## ドキュメンタリー映画
「リル・ライザ・ジェーン」は、これを主題としたドキュメンタリー映画『Li'l Liza Jane: A Movie About a Song』が製作中であり、フィル・ウィギンズのハーモニカ演奏やインタビューなどが盛り込まれる予定である。